# Takakia
Genre
Espèces de rang inférieur
- Takakia lepidozioides
- Takakia ceratophylla

Takakia est un genre de mousse qui ne compte que deux espèces.

## Classification
Takakia est un genre découvert pour la première fois dans l'Himalaya. Il fut alors recensé par William Mitten en 1861 comme une nouvelle espèce d'hépatique (Lepidozia ceratophylla) du genre Lepidozia. C'est au XXe siècle que de nouveau spécimen furent mis au jour et que les bryologues se repenchèrent sur sa classification. Ces plantes comprenaient beaucoup de caractéristiques inhabituelles ce qui ammena la création d'un nouveau genre (en l'occurence Takakia). Lepidozia ceratophylla devint alors Takakia ceratophylla.

## Risque d'extinction
Ce genre, et par conséquent les deux espèces qui le compose, est menacé par le réchauffement climatique.